# 卡萝尔·门肯-绍特
卡萝尔·门肯-绍特（英語：Carol Menken-Schaudt，1957年11月23日—），生于俄勒冈州奥尔巴尼，美国前女子篮球运动员。她曾获得1984年夏季奥运会女子篮球比赛金牌。她也参加了两届世界大学生运动会，共收获一枚金牌和一枚银牌。